# Joule
Joule (J) är den härledda enheten för energi i Internationella måttenhetssystemet (SI) och definieras:
{\displaystyle {\rm {J={}{\rm {{\frac {kg\cdot m^{2}}{s^{2}}}=N\cdot m={\rm {Pa\cdot m^{3}={}{\rm {W\cdot s=C\cdot V}}}}}}}}}
Energin en joule motsvaras av följande:
- Arbetet av en kraft på en newton över en meter
- Arbetet som krävs för att flytta en elektrisk laddning på en coulomb genom en potentialdifferens på en volt
- Arbetet som krävs för att producera en watt kontinuerligt under en sekund, det vill säga en wattsekund
- Den kinetiska energi som ett föremål med massan 1 kg har när det rör sig med  {\displaystyle {\sqrt {2}}} m/s.

Enheten är uppkallad efter fysikern James Prescott Joule.
Joule har ersatt de äldre energimåtten kalori respektive erg. En joule motsvarar 107 erg eller ungefär 0,239 kalorier.

## Exempel på vardagstillämpningar av en joule
En joule motsvarar ungefär:
- energin som krävs för att lyfta ett litet äpple (102 g) en meter rakt upp.
- energin som frigörs när samma äpple faller en meter tillbaka till marken.
- energin som frigörs som värme från en människa i vila varje sextiondedel av en sekund (1/60 s).
- rörelseenergin hos en människa som väger 50 kg och rör sig långsamt (0,2 m/s).
- rörelseenergin hos en tennisboll som rör sig med en hastighet av 23 km/h.[5]

## Multipelenheter
Joule används tillsammans med SI-prefix för att bilda större och mindre enheter.
| Enhet      | Symbol | Betydelse                    | Exempel |
| ---------- | ------ | ---------------------------- | --- |
| Kilojoule  | kJ     | 103 joule = 1 000 joule      | En kilojoule per sekund (1000 watt) är ungefär den mängd solinstrålning per kvadratmeter av jordytan som utvecklas i fullt dagsljus. |
| Megajoule  | MJ     | 106 joule = 1 000 kilojoule  | En megajoule motsvarar ungefär röreleseenergin hos ett fordon med massan 1 ton som färdas i 160 km/h.                                |
| Gigajoule  | GJ     | 109 joule = 1 000 megajoule  | Ett fat olja innehåller ungefär 6 gigajoule kemisk energi som frigörs vid förbränning.                                               |
| Terajoule  | TJ     | 1012 joule = 1 000 gigajoule | Atombomben Little Boy utvecklade ungefär 63 terajoule när den detonerade över Hiroshima.                                             |
| Petajoule  | PJ     | 1015 joule = 1 000 terajoule | |
| Exajoule   | EJ     | 1018 joule = 1 000 petajoule | Jordbävningen vid Tohoku 2011 utvecklade 1,41 exajoule (eftersom den hade en magnitud på 9,0 på Richterskalan.                       |
| Zettajoule | ZJ     | 1021 joule = 1 000 exajoule  | |
| Yottajoule | YJ     | 1024joule = 1 000 zettajoule | Det krävs ungefär en yottajoule för att värma allt vatten på jorden 1°C.                                                             |

| Enhet      | Symbol | Betydelse                      | Exempel |
| ---------- | ------ | ------------------------------ | --- |
| Millijoule | mJ     | 10-3 joule = 0,001 joule       | |
| Mikrojoule | μJ     | 10-6 joule = 0,001 millijoule  | Large Hadron Collider (LHC) förväntas skapa partikelkollisioner i storleksordningen 1 microjoule per partikel. |
| Nanojoule  | nJ     | 10-9 joule = 0,001 mikrojoule  | En nanojoule motsvarar ungefär 1/160 av rörelseenergin hos en flygande mygga.                                  |
| Pikojoule  | pJ     | 10-12 joule = 0,001 nanojoule  | |
| Femtojoule | fJ     | 10-15 joule = 0,001 pikojoule  | |
| Attojoule  | aJ     | 10-18 joule = 0,001 femtojoule | |